# FF Andromedae
FF Andromedae är en dubbelstjärna belägen i den mellersta delen av stjärnbilden Andromeda. Den har en skenbar magnitud av ca 10,4 och kräver ett teleskop för att kunna observeras. Baserat på parallax enligt Gaia Data Release 2 på ca 46,03 mas beräknas den befinna sig på ett avstånd av ca 71 ljusår (ca 21,7 parsec) från solen. Den rör sig närmare solen med en heliocentrisk radialhastighet av ca -0,5 km/s. Stjärnan genomgår flarehändelser som kan öka dess ljusstyrka med ungefär en magnitud. 

## Observation

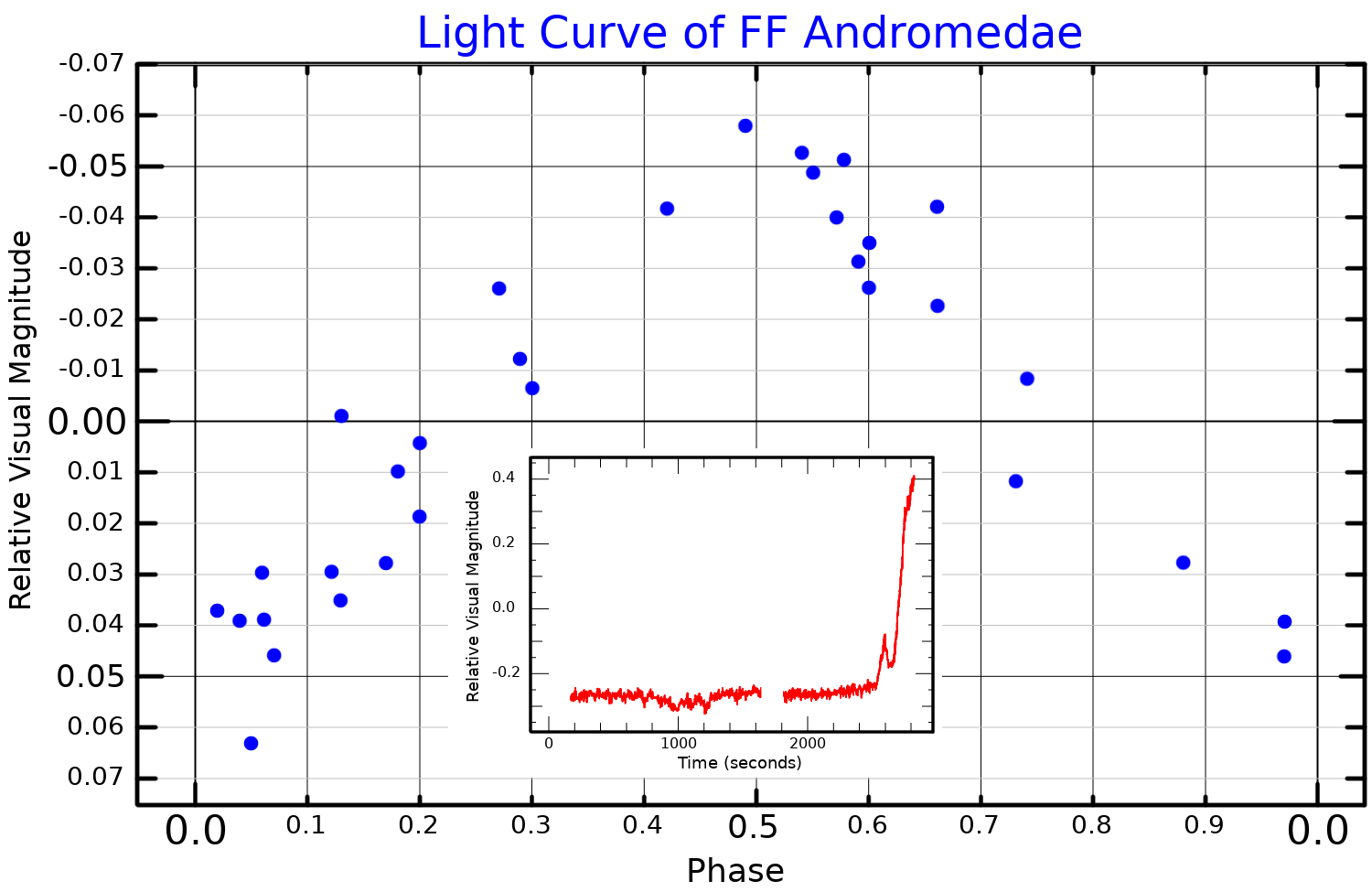
Två ljuskurvor för FF Andromedae visas. Huvuddiagrammet visar variationen i ljusstyrka med stjärnans rotation och det infällda diagrammet visar en flare som inträffade den 18 oktober 1991. Anpassad från diagram i Bopp et al. 1977 och Peres et al. 1993.

FF Andromedae visar en regelbunden variation inom en rotationsperiod, typisk för BY Draconis-variabler, men ökar ibland dess ljusstyrka i en flarehändelse. Små amplitudvariationer, med tidsskalor på några minuter, rapporterades också under vilofasen. Små, men mycket signifikanta dippar i ljuskurvan har noterats ungefär 25 minuter före ett stort flareutbrott.

## Egenskaper
Båda stjärnorna i FF Andromedae-systemet är röda dvärgar i huvudserien av spektraltyp M1 Ve, vilket innebär att spektrumet visar starka emissionslinjer. De identifierade linjerna är H-alfa och Ca II. De har en total massa på 1,10 solmassa och båda är tidvattenlåsta, vilket betyder att deras rotationsperiod är lika med omloppsperioden på 2,17 dygn.
Primärstjärnan FF Andromedae A har en massa av ca 0,55 solmassa, en radie av ca 0,76 solradie och har en effektiv temperatur av ca 3 500 K.   
Följeslagaren FF Andromedae har en massa av ca 0,55 solmassa, en radie av ca 0,76 solradie och har en effektiv temperatur av ca 3 500 K. Den får inte förväxlas med stjärnan med magnitud 13 som listas i Washington Double Star Catalog som WDS J00428+3533B och ibland kallas GJ 29.1B, vilken är en jättestjärna i synfältet och är mycket mer avlägsen än FF Andromedae. Beteckningen GJ 29.1B används också för den sekundära röda dvärgen i den snäva spektroskopiska binärstjärnan.